# Формула V8 3.5
Формула V8 3.5 (с 1998 по 2004 г. — Мировая серия Ниссан, по 2015 г. — Формула-Рено 3.5) — бывшая европейская автогоночная серия.
Этот чемпионат был на одну ступень ниже Формулы-1. Из него в «королевские автогонки» перешли, к примеру, Роберт Кубица и Себастьян Феттель.

## История
Мировая серия Ниссан начала своё существование в 1998 году, заменив Испанскую Формулу-Рено, соревнования по которой проходили с 1991 по 1997 год. Поначалу гонки проводились в основном на территории Испании. Промоутером серии была компания RPM Comunicacion, основанная Хайме Альгерсуари-старшим.
В первые годы существования серии в ней использовалось шасси Coloni с двухлитровым двигателем Nissan SR. С 2002 года стало использоваться шасси Dallara и двигатель Nissan VQ; также турнир начал становиться более международным: большая часть гонок сезона проводилась уже вне Испании.
В 2005 году чемпионат, объединившись с Еврокубком Формулы-Рено V6, перешёл под управление Мировой серии Рено. В июле 2015 года было объявлено о том, что Мировая серия Рено прекращает поддержку чемпионата, и передаёт контроль над ним RPM-MKTG.
Семь из девяти этапов сезона 2017 года проводились в качестве этапов поддержки гонок Чемпионата мира по автогонкам на выносливость, всего за сезон в серии приняло участие 15 гонщиков. 17 ноября 2017 года RPM-MKTG объявила о закрытии серии в связи с недостаточным количеством заявок на сезон 2018.

## Чемпионы
| Мировая серия Ниссан | Мировая серия Ниссан         | Мировая серия Ниссан | Мировая серия Ниссан  |
| Сезон                | Имя серии                    | Пилот-чемпион        | Команда-чемпион       |
| -------------------- | ---------------------------- | -------------------- | --------------------- |
| 1998                 | Open Fortuna by Nissan       | Марк Жене            | Campos Motorsport     |
| 1999                 | Euro Open MoviStar by Nissan | Фернандо Алонсо      | Campos Motorsport (2) |
| 2000                 | Open Telefónica by Nissan    | Антонио Гарсия       | Campos Motorsport (3) |
| 2001                 | Open Telefónica by Nissan    | Франк Монтаньи       | Vergani Racing        |
| 2002                 | Telefónica World Series      | Рикардо Зонта        | Racing Engineering    |
| 2003                 | Superfund World Series       | Франк Монтаньи (2)   | Gabord Competition    |
| 2004                 | World Series by Nissan       | Хейкки Ковалайнен    | Pons Racing           |

| Формула-Рено 3.5 | Формула-Рено 3.5   | Формула-Рено 3.5     | Формула-Рено 3.5          |
| Сезон            | Имя серии          | Пилот-чемпион        | Команда-чемпион           |
| ---------------- | ------------------ | -------------------- | ------------------------- |
| 2005             | WSbR F-Renault 3.5 | Роберт Кубица        | Epsilon Euskadi           |
| 2006             | WSbR F-Renault 3.5 | Алекс Даниэльссон    | Interwetten.com           |
| 2007             | WSbR F-Renault 3.5 | Альвару Паренте      | Tech 1 Racing             |
| 2008             | WSbR F-Renault 3.5 | Гидо ван дер Гарде   | Tech 1 Racing (2)         |
| 2009             | WSbR F-Renault 3.5 | Бетран Багетт        | International DracoRacing |
| 2010             | WSbR F-Renault 3.5 | Михаил Алёшин        | Tech 1 Racing (3)         |
| 2011             | WSbR F-Renault 3.5 | Роберт Викенс        | Carlin                    |
| 2012             | WSbR F-Renault 3.5 | Робин Фряйнс         | Fortec Motorsports        |
| 2013             | WSbR F-Renault 3.5 | Кевин Магнуссен      | DAMS                      |
| 2014             | WSbR F-Renault 3.5 | Карлос Сайнс-младший | DAMS                      |
| 2015             | WSbR F-Renault 3.5 | Оливер Роуленд       | Fortec Motorsports        |

| Формула V8 3.5 | Формула V8 3.5     | Формула V8 3.5   | Формула V8 3.5 |
| Сезон          | Пилот-чемпион      | Команда-чемпион  |                |
| -------------- | ------------------ | ---------------- | -------------- |
| 2016           | Том Дильманн       | Arden Motorsport |                |
| 2017           | Пьетро Фиттипальди | Lotus            |                |